# Oreopanax ischnolobus
Oreopanax ischnolobus är en araliaväxtart som beskrevs av Hermann Harms. Oreopanax ischnolobus ingår i släktet Oreopanax och familjen Araliaceae. Inga underarter finns listade.